# Badnāwar
Badnāwar är en ort i Indien.   Den ligger i distriktet Dhār och delstaten Madhya Pradesh, i den centrala delen av landet, 700 km söder om huvudstaden New Delhi. Badnāwar ligger 515 meter över havet och antalet invånare är 18 790.
Terrängen runt Badnāwar är platt. Runt Badnāwar är det ganska tätbefolkat, med 207 invånare per kvadratkilometer. Närmaste större samhälle är Barnagar, 15,2 km öster om Badnāwar. Trakten runt Badnāwar består till största delen av jordbruksmark.